# 日本大学豊山中学校・高等学校の人物一覧
日本大学豊山中学校・高等学校人物一覧は、日本大学豊山中学校・高等学校の出身者・関係者一覧。

## 著名な教職員
- 勝又俊教 - 仏教学者、後に大正大学学長
- 松本洪 - 漢学者、本校漢文教師
- 林青梧 - 作家、元南京大学客員教授
- 佐藤三武朗 - 比較文学者、作家、日本大学名誉教授
- 芝田徹心 - 東京美術学校長

## 著名な出身者

### 行政・政治
- 田中茂 - 元埼玉県和光市長、医師
- 中野四郎 - 国務大臣、国土庁長官、愛知県碧南市長など
- 内海英男 - 衆議院議員、建設大臣、中央大学理事長
- 富岡勝則 - 埼玉県朝霞市長
- 渡辺邦夫 - 元埼玉県幸手市長
- 石田勝之 - 衆議院議員
- 関口昌一 - 参議院議長、歯科医師
- 戸叶武 - 参議院議員、東京朝日新聞社記者
- 石川多聞 - 佐藤榮作（元首相）秘書を経て茨城県議会議員
- 坂本健 - 東京都板橋区長
- 星野光弘 - 埼玉県富士見市長

### 学術
- 重松俊章 - 東洋史学者、元九州帝国大学教授
- 清宮四郎 - 憲法学者、京城帝国大学教授となり、その後東北大学教授・名誉教授、獨協大学教授を歴任した
- 平井四郎 - 成城大学教授、清宮四郎とは同級生
- 岩田巌 - 一橋大学教授、日本公認会計士制度の祖
- 沼野井春雄 - 生物学者、東京大学および早稲田大学名誉教授
- 石井正之助 - 元白百合女子大学文学部教授、英文学者
- 前島康彦 - 造園家、造園史家、旧制豊山中学卒業
- 小糸忠吾 - 上智大学教授、上智大学ジャーナリズム学科設立
- 石上友彦 - 歯科医師、歯学者、日本大学教授
- 水口章 - 中東研究者、敬愛大学教授
- 前田隆秀 - 日本大学教授（小児歯科学）
- 松嶋隆弘 - 日本大学教授、弁護士、企業法学者
- 内藤博敬 - 生物学者（微生物学、ウイルス学）
- 田嶋隆純 - 仏教学者、大正大学教授、大僧正
- 小川徳治 - 経済学者、元立教大学教授

### 報道・放送
- 日比野和幸 - 朝日新聞社論説委員、「大伴閑人」の名で朝日川柳選者
- 大越幸夫 - TBS顧問、初代北京特派員、常務取締役、関連会社社長等を歴任
- 磯野正典 - 社会学者、金城学院大学教授、元東海テレビアナウンサー、KIWANIS社会公益賞受賞
- 柴田拡正 - NHKアナウンサー

### 文化・芸術
- 城米彦造 - 画家、街頭詩人、旧制豊山中学定時制卒業
- 坂口安吾 - 小説家、エッセイスト
- 柳致環（ユ・チファン） - 韓国の詩人、教育家
- 園田高弘 - ピアニスト、ショパン・コンクール審査員、京都市立芸術大学教授
- 後藤純男 - 画家、元東京芸術大学教授、旧制豊山中学4年時に旧制粕壁中へ転校
- 窪田章一郎 - 歌人、早稲田大学教授
- 西沢爽 - 作詞家、歌謡史研究家
- 内田有作 - 映画監督、内田吐夢の次男
- 安西水丸 - イラストレーター、作家、エッセイスト
- 田中京 - 音楽評論家、作家、バー「アールスコート」元オーナー、田中角栄の庶子
- 横木安良夫 - 写真家、作家
- 関野直樹 - ピアニスト
- 岡原功祐 - 写真家
- 前田司郎 - 劇作家
- 谷中安規 - 版画家
- 今関あきよし - 映画監督
- 上坂浩光 - 映画監督、天体写真家
- 沖田修一 - 映画監督
- 橋元恵一 - 音楽プロデューサー、イベントプロデューサー

### 芸能人
- VaVa - 作曲家、ラッパー
- 小川虎之助 - 俳優、東宝芸能所属
- 10代目金原亭馬生 - 落語家、旧制豊山第二中学校中退
- 橘ノ圓満 - 落語家
- 久保明 - 俳優、声優、ナレーター
- 森川正太 - 俳優、高校中退
- 内田喜郎（中退） - 俳優
- 井上大輔 - 作曲家、元ジャッキー吉川とブルーコメッツメンバー
- 森功至[1] - 声優、高校中退
- 藤城裕士 - 俳優、声優
- 斉藤清六 - コメディアン、欽ちゃんファミリー
- 山田隆夫 - タレント、俳優、元ずうとるびメンバー
- 小倉一郎 - 俳優、高校中退
- 橋爪淳 - 俳優
- 井上智之 - 俳優
- 小西遼生 - 俳優
- 内堀克利 - 俳優
- 神林茂典 - 俳優
- ケイ・グラント - DJ
- 石川伸一郎 - 俳優
- 阿部よしつぐ - 俳優
- 廣瀬洋一 - ミュージシャン、THE YELLOW MONKEY
- 伊勢谷友介 - ファッションモデル、俳優、映画監督
- 松川尚瑠輝 - 俳優
- RIKU - 歌手、THE RAMPAGE from EXILE TRIBE

### スポーツ
- 柳本幸之介 - 水泳選手
- レオナ・ペタス - キックボクサー
- 島岡吉郎 - 明治大学野球部監督、総監督
- 石井宏 - 水泳選手、ローマオリンピック800mリレー銀メダリスト、共同通信社記者
- 福島滋雄 - 水泳選手（200メートル背泳ぎ）、1964年東京オリンピック大会出場
- 猪狩元秀 - 格闘家、格闘技「K-1」レフェリー、キックボクシング元ミドル級チャンピオン
- 大山茂 - 空手家、國際空手連盟極真会館世界最高師範
- 阿出川輝雄 - プロサーファー
- 渡辺健司 - 水泳選手、3期連続オリンピック代表となり、早大卒後のバルセロナオリンピックで200m平泳ぎで7位入賞
- 金戸恵太 - 水泳飛び込み選手、オリンピック選手
- 吉原道臣 - 元プロ野球選手、投手
- 桑原義行 - 元プロ野球選手、外野手
- 吉村貢司郎 - プロ野球選手、投手
- 森隆弘 - 水泳選手、アテネオリンピック選手、元本校講師、元慶應大学水泳部ヘッドコーチ
- 佐藤久佳 - 水泳選手、自由形100m日本記録保持者、北京オリンピック代表400mメドレーリレー銅メダル獲得
- 柴田隆一 - 水泳選手、バタフライ200m北京五輪代表に選出される
- 大塚智之 - 元サッカー選手、FSVドゥルンベルク等ドイツで活躍、元FC琉球
- ジャワラジョゼフ - プロバスケットボール選手（大阪エヴェッサ所属）
- 高田秀一 - プロバスケットボール選手（bjリーグ・大分ヒートデビルズ所属）：2002年卒業
- 小沢邦彦 - アスレチックトレーナー
- 坂田央 - プロバスケットボール選手
- 内田正人 - アメリカンフットボール指導者、日本大学常務理事
- 上野広治 - 元競泳日本代表監督、日本水泳連盟副会長、東京都水泳協会会長、日本大学スポーツ科学部教授、元同高教諭
- 後藤京介 - プロサッカー選手
- 角昂志郎 - サッカー選手
- 谷口卓 - 水泳選手

### その他
- 堀三也 - 元陸軍大佐、昭和通商社長
- 櫛田良洪 - 元大正大学教授・学長
- 本田博俊 - 無限（現M-TEC）代表取締役社長、本田宗一郎の長男
- 小宮山典寛 - 獣医師